# Кріс Кехел
Кріс Кехел (англ. Chris Kachel; нар. 19 червня 1955) — колишній австралійський тенісист.
Найвищу одиночну позицію світового рейтингу — 101 місце досяг 26 грудня 1979, парну — 39 місце — 23 серпня 1977 року.
Здобув 4 одиночні та 3 парні титули.
Найвищим досягненням на турнірах Великого шолома були півфінали в парному розряді.

## Фінали за кар'єру

### Парний розряд:3–8
| Результат | W/L | Дата | Турнір                          | Покриття | Партнер          | Суперники                    | Рахунок       |
| --------- | --- | ---- | ------------------------------- | -------- | ---------------- | ---------------------------- | ------------- |
| Поразка   | 0–1 | 1975 | Sydney International, Австралія | Трава    | Пітер Макнамара  | Марк Едмондсон Джон Маркс    | 1–6, 1–6      |
| Поразка   | 0–2 | 1977 | Ніцца, Франція                  | Ґрунт    | Кріс Льюїс       | Йон Ціріак Гільєрмо Вілас    | 4–6, 1–6      |
| Поразка   | 0–3 | 1977 | Кіцбюель, Австрія               | Ґрунт    | Колін Даудесвелл | Бастер Моттрам Роджер Тейлор | 6–7, 4–6      |
| Поразка   | 0–4 | 1977 | Луїсвілл, США                   | Ґрунт    | Кліфф Летчер     | Джон Александер Філ Дент     | 1–6, 4–6      |
| Поразка   | 0–5 | 1977 | Токіо, Японія                   | Ґрунт    | Колін Діблі      | Джефф Мастерз Кім Ворвік     | 2–6, 6–7      |
| Перемога  | 1–5 | 1977 | Маніла, Філіппіни               | Тверде   | Джон Маркс       | Майк Кейгілл Террі Мур       | 4–6, 6–0, 7–6 |
| Поразка   | 1–6 | 1978 | Маніла, Філіппіни               | Ґрунт    | Росс Кейс        | Шервуд Стюарт Браян Тічер    | 3–6, 6–7      |
| Поразка   | 1–7 | 1979 | Ньюпорт, США                    | Трава    | Джон Джеймс      | Роберт Лутц Стен Сміт        | 4–6, 6–7      |
| Поразка   | 1–8 | 1979 | Брисбен, Австралія              | Трава    | Джон Джеймс      | Росс Кейс Джефф Мастерз      | 6–7, 2–6      |
| Перемога  | 2–8 | 1979 | Аделаїда, Австралія             | Трава    | Колін Діблі      | Джон Александер Філ Дент     | 6–7, 7–6, 6–4 |
| Перемога  | 3–8 | 1980 | Гобарт, Австралія               | Тверде   | Джон Джеймс      | Філ Девіс Бред Гван          | 6–4, 6–4      |